# L'esperimento
L'esperimento (Endangered Species) è un film statunitense del 1982 diretto da Alan Rudolph.